# Чупров, Александр Ефимович
Алекса́ндр Ефи́мович Чупров (30 сентября 1925, Кипиево, Автономная область Коми [Зырян] — 30 сентября 1944, Турну-Северин, Румыния) — советский красноармеец, Герой Советского Союза (1944).

## Биография
Родился 30 сентября 1925 года в селе Кипиево (ныне в Ижемском районе Республики Коми) в семье оленевода. Коми. Окончил 4 класса Кипиевской школы. Работал оленеводом в колхозе. Призван в армию Ижемским райвоенкоматом в марте 1943 года. В боях Великой Отечественной войны участвовал с января 1944 года на 1-м и 2-м Украинских фронтах рядовым стрелком-автоматчиком 2-го мотострелкового батальона 15-й мотострелковой бригады (2-я танковая армия).

## Подвиги
Отличился в боях за освобождение Молдавии. 6 марта 1944 года красноармеец Чупров содействовал переправе воинских подразделений через реку Горный Тикич. 13 марта 1944 года под огнём противника первым вплавь переправился через реку Южный Буг и помог переправе бойцов на плотах. В боях при переправе через Днестр 17 марта 1944 года у молдавского села Косоуцы близ города Сороки Александр в числе первых бойцов на самодельном плоту преодолел реку. Гранатой уничтожил станковый пулемёт с расчётом и 8 вражеских автоматчиков, вывел из строя расчёт противотанковой пушки, тем самым способствовал закреплению своего подразделения на прибрежном днестровском плацдарме.

## Награды
- 13 сентября 1944 года красноармейцу Чупрову А. Е. присвоено звание Героя Советского Союза.

## Память
- Именем Героя названы улицы в селе Ижма и городе Сыктывкаре, средняя школа в селе Кипиево.
- В селе Кипиево установлен памятный обелиск.
- На стене школы в Кипиево установлен барельеф Александра Ефимовича Чупрова.
- В 2016 году возле школы в Кипиево установлен бюст Героя.